# Moritz Friedländer (Religionshistoriker)
Moritz Friedländer (geboren 17. Oktober 1844 in Borský Svätý Jur; gestorben 30. Januar 1919 in Wien) war ein österreichisch-ungarischer Pädagoge, Privatgelehrter und Religionshistoriker.

## Leben
Moritz Friedländer studierte an der Universität Prag und nahm an Talmudseminaren des Prager Oberrabbiners Salomo Juda Rapoport teil. Wegen seiner liberalen Anschauungen konnte er nach seiner Promotion nicht den gewünschten Berufsweg des Rabbiners einschlagen. Nach kurzer Tätigkeit als Gymnasiallehrer wurde er 1875 Sekretär der Israelitischen Allianz zu Wien. In den Jahren 1881 bis 1882 reiste er mehrfach mit einer Delegation der Alliance Israélite Universelle nach Brody, um russischen Juden bei der Emigration in die Vereinigten Staaten zu helfen. Seine Eindrücke veröffentlichte er unter dem Titel Fünf Wochen in Brody. Gegen starken Widerstand seitens der Charedim setzte er sich für den Aufbau eines allgemeinbildenden jüdischen Schulwesens in Galizien ein. Als Leiter der Baron-Hirsch-Stiftung gründete er dort rund 50 jüdische Handwerkerschulen.
Moritz Friedländer war verheiratet mit der Schriftstellerin Rosalie Grünhut; der gemeinsame Sohn Oskar, geboren 1881, nahm nach seiner Konversion zum Protestantismus den Namen Oskar Ewald an.

## Erzählungen
Friedländer veröffentlichte Ghettoerzählungen, die allerdings keine literarische Verarbeitung von Erlebnissen in Galizien darstellen, wie die Zeitgenossen etwa bei Vom Cheder zur Werkstätte (Wien 1885) annahmen, sondern für die pädagogischen Reformen des Autors und der Alliance Israélite Universelle warben. Die Handlung variiert ein Muster: Der Protagonist soll Lehrer im Cheder werden, weigert sich, muss das Ghetto verlassen, trifft jüdische Handwerker und erlernt einen Handwerksberuf.

## Wissenschaftliche Positionen
Friedländer vertrat ein sehr positives Bild des antiken hellenistischen Judentums und stellte es in zahlreichen Veröffentlichungen als Vorbild für die Gegenwart dar. Ungewöhnlich ist Friedländers Interpretation des Paulus von Tarsus. Er habe dem Universalismus des Diasporajudentums gegenüber dem Pharisäismus der ersten Jünger Jesu in der Urgemeinde zum Durchbruch verholfen.

## Werke (Auswahl)
- Patristische und talmudische Studien. Hölder, Wien 1878.
- Das Judenthum in der vorchristlichen griechischen Welt: ein Beitrag zur Entstehungsgeschichte des Christenthums.  M. Breitenstein, Wien / Leipzig 1897.
- Die religiösen Bewegungen innerhalb des Judentums im Zeitalter Jesu. Reimer, Berlin 1905.
- Synagoge und Kirche in ihren Anfängen. Reimer, Berlin 1908.